# Lindsay (hrabstwo Reeves)
Lindsay – jednostka osadnicza w Stanach Zjednoczonych, w stanie Teksas, siedziba administracyjna hrabstwa Reeves.